# Präfektur Yamanashi
Die Präfektur Yamanashi (jap. 山梨県, Yamanashi-ken) ist eine der Präfekturen Japans. Die Präfektur liegt in der Region Chūbu auf der Insel Honshū. Der Sitz der Präfekturverwaltung ist Kōfu.
Der Name bedeutet wörtlich Bergbirne und bezeichnet die Pyrus pyrifolia var. pyrifolia.

## Geschichte
Die Präfektur ist territorial der Nachfolger der antiken Provinz Kai, bestehend aus den vier Kreisen Yamanashi, Yatsushiro, Koma und Tsuru. Diese war in der Zeit der Streitenden Reiche das Herrschaftsgebiet von Takeda Shingen. Außerdem befinden sich in Yamanashi auch die Kai Hyakuhachi Reijō, die 108 spirituellen Orte von Kai.
In der Edo-Zeit lag hier zunächst das Fürstentum (-han) Kōfu und zeitweise auch weitere kleinere Fürstentümer; aber Kōfu fiel 1724 an das Shōgunat, als die Yanagisawa nach Kōriyama in der Provinz Yamato versetzt wurden. Seitdem gehörte die Provinz Kai im Wesentlichen (ohne geistlichen Besitz und ähnliche Kleinterritorien) zur Shōgunatsdomäne (bakuryō) und wurde durch verschiedene Verwalter/Vögte (daikan) verwaltet, ein Teil der Provinz Kai war zum Ende der Edo-Zeit unter Kontrolle des Gosankyō-Familienzweigs der Tayasu[-Tokugawa].
Die Präfektur Kai (甲斐府, Kai-fu) entstand in der Meiji-Restauration 1868 durch die Zusammenlegung der Präfekturen (-ken) Fuchū (府中), Isawa (石和) und Ichikawa (市川), die aus den Shōgunatsverwaltungen/Vogteien (daikan-sho) in der Provinz Kai hervorgegangen waren. 1869 wurde die Präfektur Kai in Präfektur Kōfu (甲府県, Kōfu-ken) umbenannt. Dieser wurde 1870 das von den Tayasu gehaltene Land zugeschlagen. 1871 wurden bisher von der Präfektur Nirayama (eine weitere Präfektur aus ehemaligem Shōgunatsland, anschließend zur Präfektur Ashigara, heute Kanagawa, Shizuoka und Tokio) verwaltete Gebiete in Kai an Kōfu transferiert, damit umfasste die Präfektur die gesamte Provinz Kai. Zum (gregorianischen) 31. Dezember 1871 (im damals noch geltenden Lunisolarkalender der 20.11.) wurde Kōfu in Yamanashi umbenannt. Heute ist der gregorianische 20. November in Yamanashi der „Tag der Präfekturbürger“ (kenmin no hi, 県民の日).
Das erste Präfekturparlament (damals kenkai, „Präfekturversammlung“) von Yamanashi mit 30 Mitgliedern wurde im März 1879 gewählt und kam im April zusammen.

## Geographie
Yamanashi liegt am Südteil der Japanischen Alpen und teilt sich mit der Präfektur Shizuoka den Berg Fuji, zu dem sie als Ausgangspunkt dient.

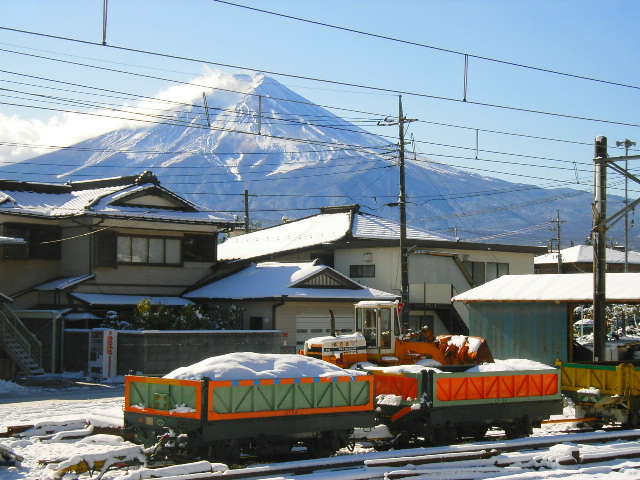
Der Fujisan
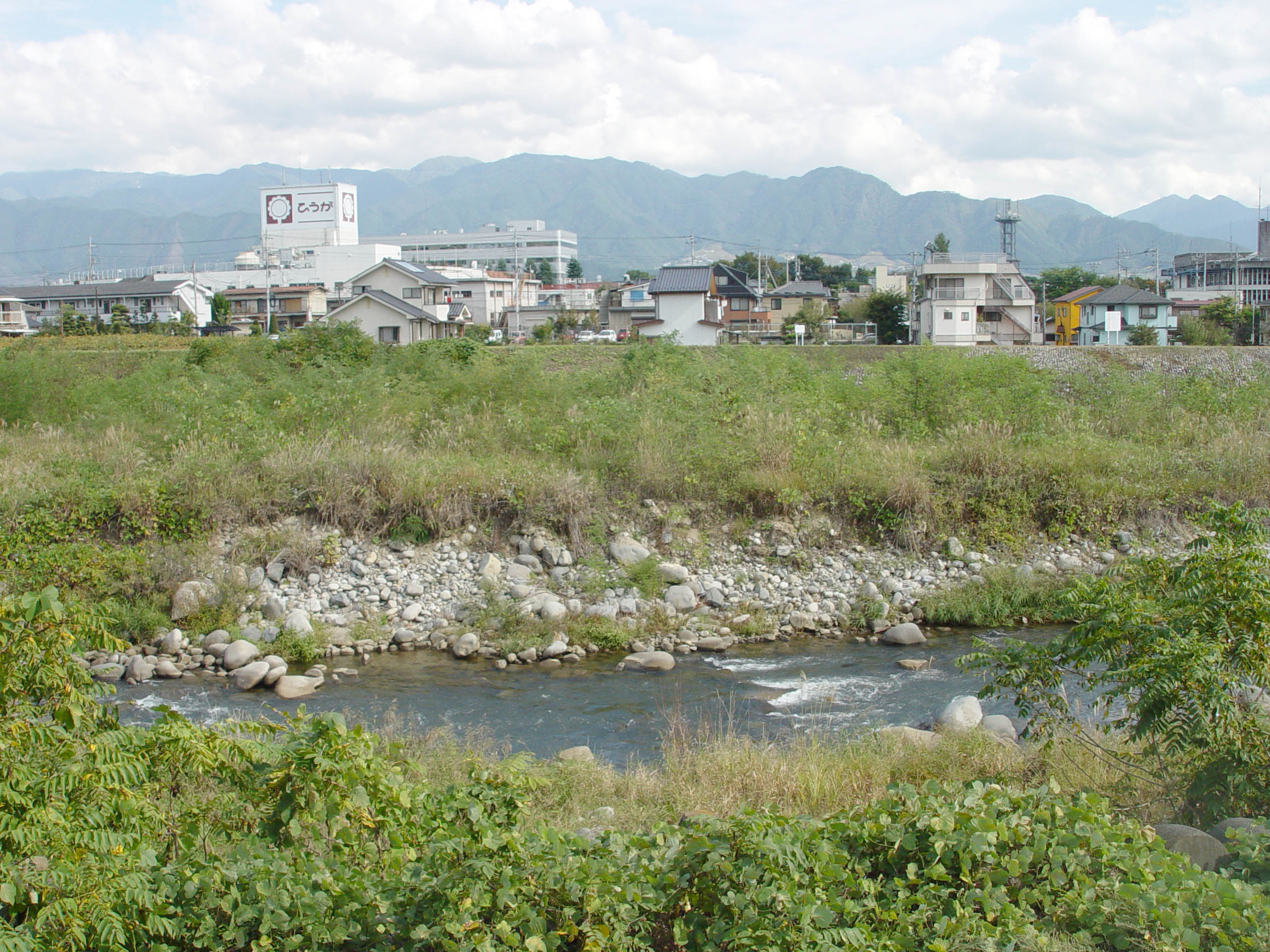
Stadtzentrum von Yamanashi vom Fluss Fuefuki aus gesehen

## Wirtschaft
Die Präfektur Yamanashi verfügt über eine Fülle traditionellen Handwerks, das am besten durch die Schmuckherstellung repräsentiert wird. Kernindustrien sind Maschinenbau- und Elektronikindustrie in der Region Tama in Tokio, z. B. Hersteller von elektronischen Bauteilen, Halbleitergeräten, Halbleiterausrüstungen, Robotern, was die Präfektur zu einer der größten Konzentrationen der mechanischen Elektronikindustrie in Japan macht.

## Politik
- KPJ: 2
- Mirai Yamanashi („Zukunft Yamanashi“; mit KDP): 4
- 1-Mitglied-Fraktionen (darunter Kōmeitō, LDP und je ein ex-LDP- und KDP-Abgeordneter): 5
- Kōmeitō: 0
- Jiyūminshutō・kai no kuni (自由民主党・開の国, ~„Liberaldemokratische Partei/‚offenes Land‘“): 12
- Jiyūminshutō seifū Yamanashi (自由民主党政風やまなし): 5
- Jiyūminshutō shinryoku no kai (自由民主党新緑の会, ~„Vereinigung Liberaldemokratische Partei frisches Grün“): 8

Gouverneur von Yamanashi seit 2019 Kōtarō Nagasaki, ein ehemaliger liberaldemokratischer Unterhausabgeordneter. Bei der Gouverneurswahl im Januar 2023 wurde er mit Unterstützung der nationalen Regierungsparteien LDP und Kōmeitō und über 61 % der Stimmen gegen den unabhängig kandidierenden Ex-Präfekturparlamentsabgeordneten Naoki Shimura und den von linken Parteien (KPJ, Reiwa Shinsengumi, SDP) unterstützten ehemaligen Bürgermeister von Fukefuki, Seiji Kurashima, für eine zweite Amtszeit wiedergewählt. Die 37 Abgeordneten im Parlament von Yamanashi wurden bei den einheitlichen Wahlen im April 2023 gewählt. Einzige nennenswert vertretene Partei ist die Liberaldemokratische Partei, die 17 Sitze gewann. Die KPJ gewann zwei Sitze, KDP und Kōmeitō jeweils einen, 16 Sitze gingen an Kandidaten ohne formale Parteinominierung. 35 Abgeordnete sind Männer.
Für Abgeordnetenhaus, das Unterhaus des nationalen Parlaments, gehört Yamanashi, obwohl geographisch nur manchmal (aber in der Regel nicht von der englisch- und deutschsprachigen Wikipedia) zu Kantō gerechnet, gemeinsam mit den stark urbanisierten Präfekturen Chiba und Kanagawa zum Verhältniswahlblock Süd-Kantō. Bei der Mehrheitswahl zum Unterhaus wählt Yamanashi seit 2014 nur noch zwei Abgeordnete, 2024 Katsuhito Nakajima von der KDP und Noriko Horiuchi von der LDP. Im Oberhaus wird Yamanashi nach den Wahlen 2019 und 2022 von den Liberaldemokraten Hiroshi Moriya und Manabu Nagai vertreten.

## Verwaltungsgliederung

Die heutigen Gemeinden in Yamanashi; kreisfreie Städte/-shi pink, kreisangehörige Städte/-machi/-chō braun, Dörfer/-mura türkis

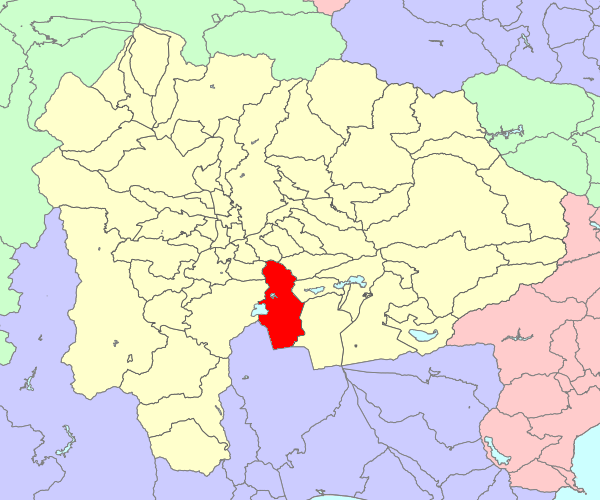
Gemeindeeinteilung vor der Großen Heisei-Gebietsreform der 2000er Jahre

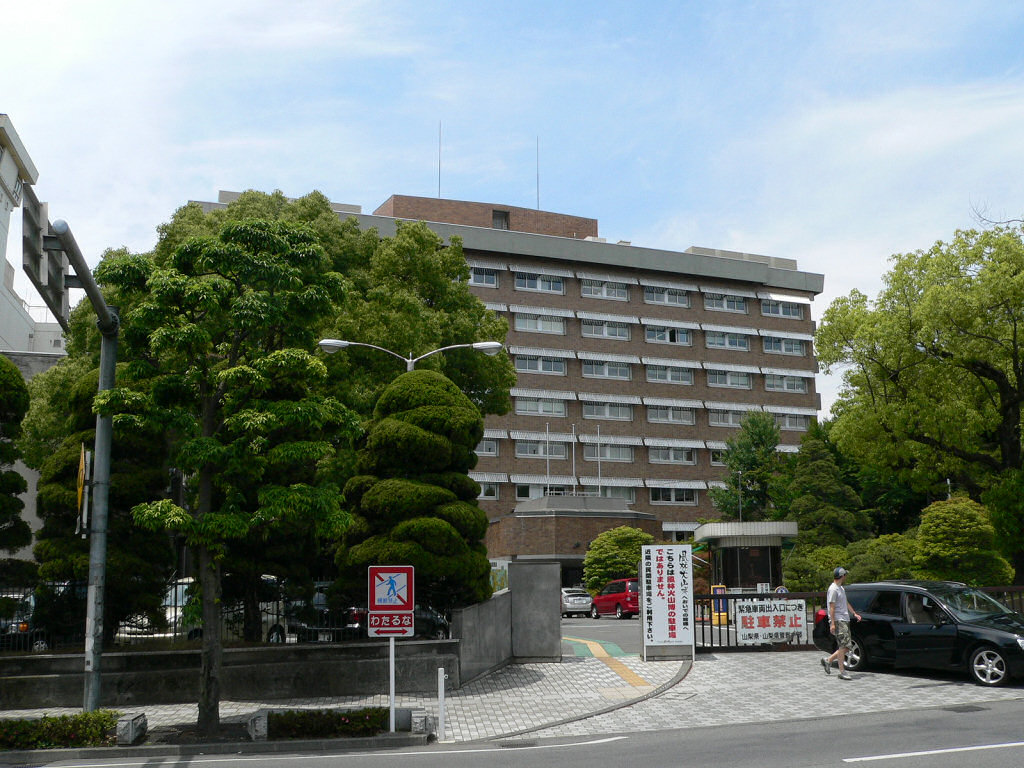
Hauptgebäude der Präfekturverwaltung im Stadtteil Marunouchi von Kōfu.

Seit 2010 gibt es noch 27 Gemeinden in Yamanashi: 13 [kreisfreie] Städte (-shi), davon nur die Hauptstadt Kōfu in einer Sonderform für Großstädte (seit 2019 „Kernstadt“), acht [kreisangehörige] Städte (6 -chō / 2 -machi) und sechs Dörfer (-mura). Nach der Einführung der heutigen Gemeindeformen 1889 waren es 246 Gemeinden, 1945 nur noch 201, 1955 schon 88 sowie 1999 vor der großen Heisei-Gebietsreform noch 64.
Anmerkungen:
- Es gibt Gebiete mit ungeklärtem Verlauf der Gemeindegrenzen, darunter der Motosu-See mit 4,70 km², der in der Aufstellung keiner Gemeinde zugerechnet wurde aber in der Präfekturfläche enthalten ist,
 und ungeklärte Präfekturaußengrenzen zu Shizuoka.[7]

| Code                                            | Name                                            | Name         | Fläche (in km²)  | Bevölkerung   | Bevölkerung      | Bevölkerungs- dichte (Ew./km²)3 |
| Code                                            | Rōmaji                                          | Kanji        | 1. Oktober 20171 | 1. März 20212 | 1. Oktober 20153 | Bevölkerungs- dichte (Ew./km²)3 |
| ----------------------------------------------- | ----------------------------------------------- | ------------ | ---------------- | ------------- | ---------------- | ------------------------------- |
| 19201                                           | Kōfu-shi                                        | 甲府市       | 212,47           | 187.144       | 193.125          | 908,95                          |
| 19202                                           | Fujiyoshida-shi                                 | 富士吉田市   | 121,74           | 46.659        | 49.003           | 402,52                          |
| 19204                                           | Tsuru-shi                                       | 都留市       | 161,63           | 30.193        | 32.002           | 198,00                          |
| 19205                                           | Yamanashi-shi                                   | 山梨市       | 289,80           | 32.925        | 35.141           | 121,26                          |
| 19206                                           | Ōtsuki-shi                                      | 大月市       | 280,25           | 22.356        | 25.419           | 90,70                           |
| 19207                                           | Nirasaki-shi                                    | 韮崎市       | 143,69           | 28.896        | 30.680           | 213,52                          |
| 19208                                           | Minamiarupusu-shi                               | 南アルプス市 | 264,14           | 69.642        | 70.828           | 268,15                          |
| 19209                                           | Hokuto-shi                                      | 北杜市       | 602,48           | 43.452        | 45.111           | 74,88                           |
| 19210                                           | Kai-shi                                         | 甲斐市       | 71,95            | 75.337        | 74.386           | 1033,86                         |
| 19211                                           | Fuefuki-shi                                     | 笛吹市       | 201,92           | 67.396        | 69.559           | 344,49                          |
| 19212                                           | Uenohara-shi                                    | 上野原市     | 170,57           | 22.557        | 24.805           | 145,42                          |
| 19213                                           | Kōshū-shi                                       | 甲州市       | 264,11           | 29.017        | 31.671           | 119,92                          |
| 19214                                           | Chūō-shi                                        | 中央市       | 31,69            | 31.053        | 31.124           | 982,14                          |
| 19340                                           | Nishiyatsushiro-gun                             | 西八代郡     | 75,18            |               | 15.673           | 208,47                          |
| 19346                                           | Ichikawamisato-chō                              | 市川三郷町   | 75,18            | 14.458        | 15.673           | 208,47                          |
| 19360                                           | Minamikoma-gun                                  | 南巨摩郡     | 984,82           |               | 37.098           | 37,67                           |
| 19364                                           | Hayakawa-chō                                    | 早川町       | 369,96           | 935           | 1068             | 2,89                            |
| 19365                                           | Minobu-chō                                      | 身延町       | 301,98           | 10.440        | 12.669           | 41,95                           |
| 19366                                           | Nambu-chō                                       | 南部町       | 200,87           | 7057          | 8067             | 40,16                           |
| 19368                                           | Fujikawa-chō                                    | 富士川町     | 112,00           | 14.004        | 15.294           | 136,55                          |
| 19380                                           | Nakakoma-gun                                    | 中巨摩郡     | 9,08             |               | 19.505           | 2148,13                         |
| 19384                                           | Shōwa-chō                                       | 昭和町       | 9,08             | 20.857        | 19.505           | 2148,13                         |
| 19420                                           | Minamitsuru-gun                                 | 南都留郡     | 420,99           |               | 48.511           | 115,23                          |
| 19422                                           | Dōshi-mura                                      | 道志村       | 79,68            | 1568          | 1743             | 21,88                           |
| 19423                                           | Nishikatsura-chō                                | 西桂町       | 15,22            | 3993          | 4342             | 285,28                          |
| 19424                                           | Oshino-mura                                     | 忍野村       | 25,05            | 9270          | 8968             | 358,00                          |
| 19425                                           | Yamanakako-mura                                 | 山中湖村     | 53,05            | 5170          | 5208             | 98,17                           |
| 19429                                           | Narusawa-mura                                   | 鳴沢村       | 89,58            | 2904          | 2921             | 32,61                           |
| 19430                                           | Fujikawaguchiko-machi                           | 富士河口湖町 | 158,40           | 25.495        | 25.329           | 159,91                          |
| 19440                                           | Kitatsuru-gun                                   | 北都留郡     | 154,08           |               | 1289             | 8,37                            |
| 19442                                           | Kosuge-mura                                     | 小菅村       | 52,78            | 677           | 726              | 13,76                           |
| 19443                                           | Tabayama-mura                                   | 丹波山村     | 101,30           | 508           | 563              | 5,56                            |
|                                                 |                                                 |              |                  |               |                  |                                 |
| Shi-bu (All Shi, Anteil der kreisfreien Städte) | Shi-bu (All Shi, Anteil der kreisfreien Städte) | 市 部        | 2816,42          | 698.756       | 712.854          | 253,11                          |
| Gun-bu (All Gun, Anteil der Landkreise)         | Gun-bu (All Gun, Anteil der Landkreise)         | 郡 部        | 1648,85          | 119.635       | 122.076          | 74,04                           |
|                                                 |                                                 |              |                  |               |                  |                                 |
| 19000                                           | Yamanashi-Ken (Präfektur Yamanashi)             | 長野県       | 4465,27          | 818.391       | 834.930          | 186,98                          |

Quellen:

1 Flächenangaben von 2017

2 Geschätzte Bevölkerung (Estimated Population) 2018

3 Ergebnisse der Volkszählung 2015

## Größte Orte
| VZ-Jahr       | Einwohner | Einwohner | Einwohner | Einwohner |
| VZ-Jahr       | 2015      | 2010      | 2005      | 2000      |
| ------------- | --------- | --------- | --------- | --------- |
| Fujiyoshida   | 49.003    | 50.619    | 52.572    | 54.090    |
| Tsuru         | 32.002    | 33.588    | 35.017    | 35.513    |
| Yamanashi     | 35.141    | 36.832    | 38.686    | 32.505    |
| Ōtsuki        | 25.419    | 28.120    | 30.879    | 33.124    |
| Nirasaki      | 30.680    | 32.477    | 33.801    | 32.707    |
| Minamiarupusu | 70.828    | 72.635    | 72.055    | –         |
| Hokuto        | 45.111    | 46.968    | 42.169    | –         |
| Kai           | 74.386    | 73.807    | 74.062    | –         |
| Fuefuki       | 69.559    | 70.529    | 71.190    | –         |
| Uenohara      | 24.805    | 27.114    | 28.986    | –         |
| Kōshū         | 31.671    | 33.927    | –         | –         |
| Chūō          | 31.124    | 31.322    | –         | –         |
| Enzan         | –         | –         | 25.227    | 26.126    |

- 1. April 2003 – sechs Gemeinden bilden die kreisfreie Stadt Minamiarupusu.
- 1. September 2004 – drei Gemeinden bilden die kreisfreie Stadt Kai.
- 12. Oktober 2004 – sechs Gemeinden bilden die kreisfreie Stadt Fuefuki.
- 1. November 2004 – sieben Gemeinden bilden die kreisfreie Stadt Hokuto.
- 13. Februar 2005 – die Stadt Uenohara gliedert eine Gemeinde ein und wird kreisfrei.
- 1. Oktober 2005 – drei Gemeinden bilden die kreisfreie Stadt Ichikawamisato.
- 1. November 2005 – die kreisfreie Stadt Kōshū wird aus der Stadt Enzan und zwei weiteren Gemeinden gebildet.
- 20. Februar 2006 – die kreisfreie Stadt Chūō wird aus drei Gemeinden gebildet.

## Bevölkerungsentwicklung der Präfektur
| Census- Jahr | Gesamt- Bevölkerung | männliche Bevölkerung | weibliche Bevölkerung | Geschlechter- verhältnis Männer auf 1000 Frauen | Fläche in km2 | Bevölkerungs- dichte Einw. je km2 |
| ------------ | ------------------- | --------------------- | --------------------- | ----------------------------------------------- | ------------- | --------------------------------- |
| 1920         | 583.453             | 290.817               | 292.636               | 994                                             | 4454,75       | 131,0                             |
| 1925         | 600.675             | 300.289               | 300.386               | 1000                                            | 4454,75       | 134,8                             |
| 1930         | 631.042             | 315.327               | 315.715               | 999                                             | 4465,87       | 141,3                             |
| 1935         | 646.727             | 319.924               | 326.803               | 979                                             | 4465,87       | 144,8                             |
| 1940         | 663.026             | 328.056               | 334.970               | 979                                             | 4465,87       | 148,5                             |
| 1945         | 839.057             | 384.255               | 454.802               | 845                                             | 4465,87       | 187,9                             |
| 1950         | 811.369             | 393.550               | 417.819               | 942                                             | 4463,56       | 181,8                             |
| 1955         | 807.044             | 390.205               | 416.839               | 936                                             | 4463,48       | 180,8                             |
| 1960         | 782.062             | 379.057               | 403.005               | 941                                             | 4463,48       | 175,2                             |
| 1965         | 763.194             | 367.739               | 395.455               | 930                                             | 4463,48       | 171,0                             |
| 1970         | 762.029             | 366.925               | 395.104               | 929                                             | 4463,48       | 170,7                             |
| 1975         | 783.050             | 379.283               | 403.767               | 939                                             | 4463,48       | 175,4                             |
| 1980         | 804.256             | 391.649               | 412.607               | 949                                             | 4463,48       | 180,2                             |
| 1985         | 832.832             | 407.910               | 424.922               | 960                                             | 4463,48       | 186,6                             |
| 1990         | 852.966             | 418.701               | 434.265               | 964                                             | 4465,37       | 191,0                             |
| 1995         | 881.996             | 434.707               | 447.289               | 972                                             | 4465,37       | 197,5                             |
| 2000         | 888.172             | 436.837               | 451.335               | 968                                             | 4465,37       | 198,9                             |
| 2005         | 884.515             | 433.569               | 450.946               | 962                                             | 4465,37       | 198,1                             |
| 2010         | 863.075             | 422.526               | 440.549               | 959                                             | 4465,37       | 193,3                             |
| 2015         | 834.930             | 408.327               | 426.603               | 957                                             | 4465,27       | 187,0                             |

## Partnerschaften
Yamanashi unterhält nach Angaben der Präfekturverwaltung internationale Partnerschaften mit:
- dem US-Bundesstaat Iowa (seit 1960),
- dem brasilianischen Bundesstaat Minas Gerais (seit 1973),
- der Provinz Sichuan in der Volksrepublik China (seit 1985),
- der Chungcheon-Nord-Provinz in der Republik Korea (seit 1992) und
- dem französischen Département Saône-et-Loire (seit 2000).

## Literarische Bearbeitung
Der bekannte Autor Haruki Murakami lässt große Teile seiner Romane Kafka am Strand (erschienen 2002) und 1Q84 (erschienen 2009) in der Präfektur Yamanashi spielen.